# Dea Loher
Dea Loher, född 20 april 1964 i Traunstein i Bayern, är en tysk dramatiker och prosaförfattare.

## Biografi
1988 tog Dea Loher en masterexamen i germanistik och filosofi vid Münchens universitet. Därefter studerade hon vid Hochschule der Künste i Berlin. Som dramatiker debuterade hon 1992 med Olgas Raum som uppfördes på Ernst-Deutsch-Theater i Hamburg. Många av hennes pjäser har regisserats av stjärnregissören Andreas Kriegenburg. Hennes pjäser har varit inbjudna till den prestigefyllda festivalen Mülheimer Theatertage både 1993, 1994, 1998, 2001 och 2005 och hon tilldelades Mülheimer Dramatikerpreis både 1998 och 2008. Bland övriga priser hon tilldelats kan nämnas Royal Court Theatre Playwrights Award 1992. Sedan 2013 är hon medlem i Deutsche Akademie für Sprache und Dichtung.
Dea Lohers dramatik bygger ofta på uppbruten dramaturgi, stilen är knapp och rytmisk, ibland med insprängda körpartier. Hon laborerar med klichéer och distansering. Hon brukar ofta historiskt material och ställer individen mot samhällets normer och blandar starkt känslomässiga uttryck med existentiella och moralfilosofiska frågor.

## Uppsättningar i Sverige
- 1999 Blåskägg - kvinnornas hopp (Blaubart - Hoffnung der Frauen), Malmö stadsteater, översättning Ulf Peter Hallberg, regi Åsa Kalmér, med bl.a. Vanna Rosenberg
- 2002 Sektor 3 (Der dritte Sektor), Cinnober Teater, Göteborg, översättning Svenja Hums, regi Svante Aulis-Löwenborg
- 2008 Klaras relationer (Klaras Verhältnisse), Teaterhögskolan i Malmö, översättning Bo G. Forsberg, regi Birgitta Vallgårda & Fredrik Haller
- 2010 Oskuld (Unschuld), Riksteatern, översättning Maria Tellander, regi Melanie Mederlind, med bl.a. Marika Lagercrantz
- 2011 Tjuvar (Diebe), Helsingborgs stadsteater, översättning Maria Tellander, regi Anna Novovic, med bl.a. Inga Ålenius
- 2011 Tjuvar, Dramaten, översättning Maria Tellander, regi Jenny Andreasson, med bl.a. Annika Hallin, Malin Ek, Shima Niavarani, Lotta Tejle, Björn Granath & Claes Ljungmark